# On the Rocks (film)
Pour les articles homonymes, voir On the rocks.
Pour plus de détails, voir Fiche technique et Distribution.
On the Rocks est une comédie dramatique américaine écrite et réalisée par Sofia Coppola, sortie en 2020. Le film suit un père et sa fille (Bill Murray et Rashida Jones) qui nourrissent des soupçons sur la fidélité du mari de celle-ci (Marlon Wayans). Il a été présenté en première mondiale au Festival du film de New York le 22 septembre 2020. Il a ensuite bénéficié d'une sortie limitée en salles le 2 octobre 2020 par A24, suivie d'une diffusion numérique en streaming le 23 octobre 2020 sur Apple TV+. Le film a été bien reçu par les critiques, qui l'ont trouvé plus léger que les précédents films de Coppola, et ont salué la performance de Murray. Le film est sorti en Blu-ray et DVD le 26 octobre 2021 chez Lionsgate Home Entertainment.

## Synopsis
Laura et Dean forment un couple marié vivant à Manhattan avec leurs deux jeunes filles, Maya et Theo. Laura est une romancière qui semble être coincée dans une impasse alors qu'elle s'efforce de terminer son dernier livre. De son côté, Dean est un entrepreneur prospère dans une start-up de technologie en plein essor, entouré de collègues jeunes et séduisants, laissant souvent Laura s'occuper de leurs filles. Un soir, alors qu'il rentre chez lui après l'un de ses fréquents voyages d'affaires, Dean grimpe dans son lit et commence à embrasser Laura passionnément. Cependant, lorsqu'il reconnaît sa voix, il s'arrête brusquement et s'endort, à la grande confusion de Laura. Le lendemain, Laura trouve dans les bagages de Dean une trousse de toilette pour femme ; il explique plus tard qu'elle appartient à son associée, Fiona, et qu'il lui a proposé de la transporter dans sa valise parce qu'elle ne pouvait pas la mettre dans son bagage à main.
Laura décide de confier ses doutes sur Dean à son père, Felix, un riche marchand d'art semi-retraité. Playboy de longue date, Felix flirte avec la plupart des femmes qu'il rencontre et pense que les hommes sont biologiquement faits pour tromper. Convaincu que Dean a une liaison, Felix propose d'enquêter sur lui et encourage Laura à vérifier son téléphone pour y trouver des messages incriminants. Laura s'exécute à contrecœur, mais ne trouve rien qui sorte de l'ordinaire.
Alors qu'il est en voyage d'affaires, Dean appelle Laura pour son anniversaire et la surprend avec un cadeau, un Thermomix, qui ne semble pas l'enchanter. Bien qu'elle ait précédemment insisté sur le fait qu'elle ne voulait pas fêter son anniversaire, Laura accepte de sortir au restaurant avec Felix. Ce dernier révèle qu'il a fait suivre Dean et qu'il a été aperçu en train d'acheter des bijoux chez Cartier. Alors que Laura devient méfiante, Felix vient la chercher dans sa voiture de sport de collection et la convainc de surveiller Dean qui assiste à un dîner de travail. Après que Dean est parti en taxi avec Fiona, Felix les suit à toute vitesse dans les rues, mais Laura et lui se font arrêter par deux officiers de police pour conduite imprudente. Felix connaît le père de l'un des policiers, ce qui lui permet d'échapper à la contravention.
Felix découvre plus tard que Dean prépare un voyage dans une station balnéaire mexicaine, ce que Laura ne croit pas. Le lendemain, Dean lui fait part de ce voyage avec décontraction. Lorsqu'elle apprend que Fiona part également en voyage, Laura, de plus en plus méfiante, appelle Felix, qui la convainc de suivre Dean au Mexique pour l'espionner. Au centre de vacances, Laura et Felix finissent par apercevoir une femme dans la chambre de Dean un soir. Lorsque Laura se précipite pour confronter Dean, elle est surprise de trouver Fiona dans la chambre avec son ami. Pendant ce temps, Dean appelle Laura pour l'informer qu'il est parti plus tôt et qu'il est sur le chemin du retour. Réalisant son erreur, Laura s'emporte contre Felix, l'accusant d'être égoïste et lui reprochant d'avoir mal traité sa mère, qu'il a trompée de nombreuses années auparavant.
De retour à New York, Laura et Dean ont une conversation sincère, au cours de laquelle ils partagent leurs craintes et leurs inquiétudes respectives ; elle s'est sentie éloignée de lui en raison de ses voyages d'affaires constants, tandis que lui a dit qu'il était occupé à travailler parce qu'il voulait mieux subvenir aux besoins de sa famille. Ils se réconcilient et Laura surmonte son syndrome de la page blanche. Un peu plus tard, Felix rend visite à Laura et tous deux se réconcilient. Au restaurant, Dean surprend Laura en lui offrant un cadeau pour son deuxième anniversaire : une montre Cartier gravée. Laura enlève la montre ancienne que Felix lui avait offerte et met celle de Dean.

## Fiche technique
Sauf indication contraire, les informations mentionnées dans cette section peuvent être confirmées par la base de données cinématographiques IMDb,  présente dans la section « Liens externes ».
- Titre original et français : On the Rocks
- Réalisation et scénario : Sofia Coppola
- Décors : Anne Ross
- Photographie : Philippe Le Sourd
- Montage : Sarah Flack
- Production : Sofia Coppola et Youree Henley
  - Production déléguée : Roman Coppola et Mitch Glazer
- Société de production : American Zoetrope
- Sociétés de distribution : A24 et Apple TV+ (co-distribution)[1]
- Pays d'origine :  États-Unis
- Langue originale : anglais
- Format : couleur
- Genre : comédie dramatique, aventures
- Date de sortie :

Mondial : 23 octobre 2020

## Distribution
- Bill Murray (VF : Bernard Métraux) : Felix
- Rashida Jones (VF : Anne Dolan) : Laura
- Marlon Wayans (VF : Jean-Baptiste Anoumon) : Dean
- Jessica Henwick (VF : Cindy Tempez) : Fiona
- Jenny Slate (VF : Kelly Marot) : Vanessa
- Barbara Bain : Gran
- Nadia Dajani : Kelly
- Evangeline Young : Miss Mindy
- Juliana Canfield : Amanda Keane
- Anna Chanel Reimer et Alexandra Mary Reimer : Theo
- Ximena Lamadrid : Mandy
- Grayson Eddey : le fils de Vanessa
- Liyanna Muscat (VF : Clara Quilichini) : Maya
- Natia Dune : une serveuse
- Kelly Lynch : Blonde

## Accueil

### Critique
En France, le site Allociné recense une moyenne des critiques presse de 3,2⁄5, sur un total de 12 critiques presse.
Selon Etienne Sorin du journal Le Figaro, « L’heureuse surprise qui découle de ce nouveau visage de Bill Murray est la vivacité des dialogues. Sofia Coppola, jusqu’ici réputée pour son spleen et ses silences (Virgin Suicides, Somewhere), découvre la légèreté et la jubilation par les mots dans cette comédie du remariage ».
Pour Jacques Morice de Télérama, « Moins convaincante [que Somewhere], cette comédie, agréable mais inconsistante, repose surtout sur la performance de Bill Murray, formidable en détective improvisé, coureur de jupons patenté et papa protecteur ».

### Distinctions
| Année | Cérémonie        | Catégorie                                             | Nommé(e)      | Résultat   | Réf.  |
| ----- | ---------------- | ----------------------------------------------------- | ------------- | ---------- | ----- |
| 2021  | Satellite Awards | Meilleur film musical ou comédie                      | On the Rocks  | Nomination | [ 5 ] |
| 2021  | Satellite Awards | Meilleure actrice dans un film musical ou une comédie | Rashida Jones | Nomination | [ 5 ] |
| 2021  | Satellite Awards | Meilleur acteur dans un second rôle                   | Bill Murray   | Nomination | [ 5 ] |
| 2021  | Golden Globes    | Meilleur acteur dans un second rôle                   | Bill Murray   | Nomination | [ 6 ] |